# Schochidia chlorotica
Schochidia chlorotica är en skalbaggsart som beskrevs av Conrad L. Schoch 1898. Schochidia chlorotica ingår i släktet Schochidia och familjen Cetoniidae. Inga underarter finns listade i Catalogue of Life.